# Castillos y murallas del rey Eduardo en Gwynedd
Los castillos y murallas del rey Eduardo en Gwynedd son un sitio designado por la Unesco como Patrimonio de la Humanidad en la zona galesa de Gwynedd en 1986.
Está compuesto por cuatro castillos construidos por Eduardo I de Inglaterra: los castillos de Beaumaris y Harlech (en gran parte trabajo del ingeniero militar James de St George) y los complejos fortificados de Caernarfon y Conwy. Estos castillos extremadamente bien conservados son ejemplos de los trabajos de colonización y defensa llevados a cabo durante el reinado de Eduardo I (1272-1307) y de la arquitectura militar del siglo xiii.
| Código  | Nombre                            | Localidad  | Imagen                                                              | Coordenadas                                     |
| ------- | --------------------------------- | ---------- | ------------------------------------------------------------------- | ----------------------------------------------- |
| 374-001 | Castillo de Beaumaris             | Anglesey   | Castillo de Beaumaris                                               | 53°15′52.4″N 4°5′23.8″O / 53.264556, -4.089944  |
| 374-002 | Castillo y murallas de Caernarfon | Caernarfon | Foto de una torre de piedra gris de la poligonal                    | 53°8′22.8″N 4°16′36.7″O / 53.139667, -4.276861  |
| 374-003 | Castillo y murallas de Conwy      | Conwy      | Foto de una muralla con torres que se destacan contra el cielo azul | 53°16′49.1″N 3°49′31.4″O / 53.280306, -3.825389 |
| 374-004 | Castillo de Harlech               | Harlech    | Foto de un castillo con vistas a los alrededores.                   | 52°51′38.4″N 4°6′35.6″O / 52.860667, -4.109889  |